# Жобшур
Жобшу́р — деревня в Балезинском районе Удмуртии. Входит в состав Верх-Люкинского сельского поселения.

## География
Деревня находится у истока реки Кузи.

### Часовой пояс
Деревня Жобшур, как и вся Удмуртия, находится в часовой зоне МСК+1. Смещение применяемого времени относительно UTC составляет +4:00.

## Население
| 2010 | 2012 | 2014 |
| ---- | ---- | ---- |
| 25   | ↘23  | →23  |

## Улицы
В деревне имеются одна улица — Дружная.